# DWF
DWF (acrônimo para Design Web Format) é um tipo de extensão de arquivos pertencentes a Autodesk. Os conteúdos podem ser em 2D ou 3D e recorrem a um formato vectorial.
O formato DWF é próprio para transmissão via Web e redes, sendo comprimido (os arquivos passam a ocupar cerca de 50% menos espaço que o DWG original), além de não ser editável, o que mantém a integridade do arquivo.
Agora a Autodesk está tornando essa extensão mais útil, com o novo Autodesk Design Review você poderá aplicar cotas, nuvens de revisão e observações sobre os arquivos DWF, o que facilita muito a comunicação da equipe sem deixar o projeto original dando “SOPA” por aí.
Até vídeos poderão ser criados em projetos 3D utilizando os DWF.
A Autodesk disponibilizou, a partir da versão 2007 do AutoCAD, a inserção do DWF através do attach (underlay), método semelhante ao utilizado com imagens, por exemplo.
Isso facilita muito o manuseio do arquivo, já que é possível desenhar com referência ao arquivo, inclusive a partir dos grips dos seus vetores.